# Ироха, Бенедикт
Бенедикт (Бен) Ироха (англ. Benedict Iroha; род. 29 ноября 1969, Аба, Нигерия) — нигерийский футболист, бывший защитник, известный по выступлениям за «Сан-Хосе Клэш» и сборной Нигерии. Участник Чемпионатов мира 1994 и 1998 годов.

## Клубная карьера
В начале карьеры Ироха довольно успешно выступал на за африканские клубы. С «Хартлендом» он в 1990 году выиграл чемпионат Нигерии, а затем на протяжении двух сезонов становился чемпионом с ивуарийским «АСЕК Мимозас».
В начале 1993 года Бенедикт перешёл в нидерландский «Витесс». В начале сезона он получил травму и смог дебютировать в Эредивизии только в следующем году. Конкуренция в команде была очень высокой и часто Ироха оставался на скамейке запасных. В 1996 году он перешёл в американский «Сан-Хосе Клэш». Бенедикт быстро завоевал место в основе и помог команду выйти в плей-офф соревнования. По окончании сезона Ироха покинул клуб и перешёл в «Ди Си Юнайтед», в составе которого он стал вторым в истории обладателем Кубка MLS.
В начале 1998 году Бенедикт вернулся в Европу, подписав соглашение с испанским Эльче, выступающим в Сегунде. За команду он сыграл всего матч, после чего контракт был расторгнут и Ироха стал свободным агентом. Летом того же года он подписал контракт с английским «Уотфордом». Дебют стал не очень удачным, в первом матче Бенедикт забил в свои ворота. Уотфорд смог завоевать путевку в Премьер-лигу, но Ироха за два года провёл всего 10 матчей, то проигрывая конкуренцию, то испытывая проблемы с вальгусной деформацией пальца. В 2000 году он принял решение завершить карьеру футболиста и стал тренером.

## Международная карьера
В 1990 году Ироха попал в заявку сборной Нигерии на участие в Кубке африканских наций. На турнире он дебютировал за национальную команду. В 1994 году Бенедикт во второй раз принял участие в Кубке Африки. На этот раз он провёл все матчи и завоевал золотые медали. В полуфинале против сборной Кот-д’Ивуара Ироха забил свой первый гол за сборную.
В том же году он поехал на Чемпионат Мира в США. На турнире Бенедикт сыграл в матче против сборной Болгарии. В 1995 году он вместе с национальной командой занял четвёртое место на Кубке короля Фахда.
В 1998 году Ироха во второй раз принял участие в Чемпионате мира во Франции. На турнире он сыграл в матче против сборной Парагвая.

### Голы за сборную Нигерии
| #   | Дата          | Место                         | Противник   | Результат | Соревнование                 |
| --- | ------------- | ----------------------------- | ----------- | --------- | ---------------------------- |
| 01. | 6 апреля 1994 | Стад эль-Мензах, Тунис, Тунис | Кот-д’Ивуар | 2:2       | Кубок африканских наций 1994 |

## Достижения
Командные
 «Хартленд»
- Чемпионат Нигерии по футболу — 1990

 «АСЕК Мимозас»
- Чемпионат Кот-д’Ивуара по футболу — 1991
- Чемпионат Кот-д’Ивуара по футболу — 1992

 «Ди Си Юнайтед»
- Обладатель Кубка MLS — 1997

Международные
 Нигерия
- Кубок африканских наций — 1994
- Кубок CEDEAO — 1990

 Нигерия (до 17)
- Чемпионат мира по футболу среди юношеских команд — 2007